# Sénat (Antigua-et-Barbuda)
Pour les autres articles nationaux ou selon les autres juridictions, voir Sénat.
16e législature
Bâtiment du Parlement
Le Sénat (en anglais : Senate) est la chambre haute du parlement bicaméral d'Antigua-et-Barbuda, issu de la constitution de 1981. La Chambre des représentants formant la chambre basse.
Le chef de l'État est le monarque d'Antigua-et-Barbuda, représenté par un gouverneur général. Le pouvoir exécutif est assuré par le Premier ministre, qui est le chef du gouvernement.

## Composition
Le Sénat comprend dix-sept sénateurs nommés par le gouverneur général :
- Dix sur recommandation du Premier ministre ;
- Quatre sur recommandation du chef de l'opposition ;
- Un à la discrétion du gouverneur général en raison de ses compétences ;
- Un sur recommandation du Conseil de Barbuda ;
- Un habitant de Barbuda, sur recommandation du Premier ministre[Constit 1],[1].

## Nomination
Le mandat est de cinq ans.
Pour être éligible en tant que sénateur, on retrouve trois conditions à remplir :  
- Avoir 21 ans minimum ;
- Résidé dans le pays depuis au moins un an précédant les élections ;
- Maîtriser l'anglais[Constit 2].

## Présidence
- Présidente : Alincia Williams-Grant ;
- Secrétaire générale : Alison Peters[1].

## Liste des sénateurs
| Position                                     | Sénateur               |
| -------------------------------------------- | ---------------------- |
| Présidente du Sénat                          | Alincia Williams-Grant |
| Vice-président du Sénat                      | Osbert Frederick       |
| Cheffe des affaires gouvernementales         | Samantha Marshall      |
| Cheffe adjoint des affaires gouvernementales | Mary Clare Hurst       |
| Gouvernement                                 | Shenella Govia         |
| Gouvernement                                 | Clement Antonio        |
| Gouvernement                                 | Philip Should          |
| Gouvernement                                 | Colin Browne           |
| Gouvernement                                 | Caleb Gardiner         |
| Gouvernement (représentant de Barbuda)       | Knacyntar Nedd         |
| Gouvernement                                 | Rawdon Turner          |
| Cheffe de l'opposition                       | Shawn Nicholas         |
| Opposition                                   | Johnathan Joseph       |
| Opposition                                   | Alex Browne            |
| Opposition                                   | David Massiah          |
| Représentante du gouverneur général          | Kiz Johnson            |
| Conseil de Barbuda                           | Fabian Jones           |

### Constitution d'Antigua-et-Barbuda
- (en)  Antigua-et-Barbuda. « Constitution d'Antigua-et-Barbuda ». (version en vigueur : 1981) [lire en ligne (page consultée le 11 avril 2023)]

1. ↑  Article 28
2. ↑  Article 29

### Autres références
1. 1 2 3  Union interparlementaire, « Antigua-et-Barbuda – Sénat : À propos du parlement », sur data.ipu.org (consulté le 11 avril 2023)
2. ↑  (en) Robert A. Emmanuel, « Former MP Samantha Marshall among three new senators appointed by government », sur antiguaobserver.com, Antigua Observer, 24 janvier 2023 (consulté le 11 avril 2023)
3. ↑  (en) Robert A. Emmanuel, « New UPP leader and opposition senators sworn in », sur antiguaobserver.com, Antigua Observer, 25 janvier 2023 (consulté le 11 avril 2023)
4. ↑  (en) Carlena Knight, « Fabian Jones sworn in for second consecutive term as opposition’s Barbuda senator », sur antiguaobserver.com, Antigua Observer, 18 février 2023 (consulté le 11 avril 2023)